# Банер, Юхан
Юхан Бане́р (швед. Johan Gustafsson Banér; 23 июня 1596[…], Юрсхольм, Стокгольм — 10 мая 1641[…], Хальберштадт, Саксония-Анхальт) — шведский фельдмаршал времен Тридцатилетней войны.

## Биография
Юхан Банер родился в Юрсхольме. Его отец и дядя были в числе членов магистрата, казненных по приказу короля Карла IX в 1600 году в Линчёпинге за пособничество королю Сигизмунду I Вазе. Хотя отец Густава Адольфа и казнил отца Банера, Юхан и Густав с раннего возраста были добрыми друзьями, во многом благодаря тому, что Густав Адольф восстановил род Банера вскоре после своей коронации.
Вступив в шведскую армию в 1615 году, уже при осаде шведами Пскова он проявил себя как исключительно отважный молодой человек. Уже к 25 годам он дослужился до чина полковника, удачно проявив себя в войнах с Россией и Польшей.
В 1630 году Густав Адольф высадился в Германии, и как один из ближайших помощников короля Банер участвовал в кампании в северной Германии, а в битве при Брейтенфельде он впервые командовал правым флангом шведской конницы. Участвовал Банер и во взятии Аугсбурга и Мюнхена, сыграл заметную роль в битвах при Донаувёрте и на реке Лехе.
В результате неудачного нападения на лагерь Валленштейна Банер был ранен в руку, но при отступлении короля к Лютцену принял командование над всеми отрядами, находившимися в четырёх областях и, с помощью Густава Горна, принудил генерала Альдрингера уйти из Баварии. Два года спустя шведский фельдмаршал Банер с 16000 человек вошёл в Богемию и вместе с саксонской армией направился на Прагу. Но полное поражение Бернарда Веймарского в битве при Нердлингене остановило его победное продвижение.
После этих событий был заключён Пражский мир (1635), поставивший шведскую армию в очень опасное положение, однако победа объединённых сил Банера, Карла Густава Врангеля и Леннарта Торстенсона в битве при Виттштоке (24 сентября 1636 года) восстановила влияние Швеции в центральной Германии. Однако даже трём объединенным армиям было не под силу тягаться с более серьёзным противником, и в 1637 году Банер не мог как-либо выступить против врага. Спасаясь из осаждённого гарнизона в Торгау, он отступил за Одер в Померанию.
В 1639 году он снова вошёл в северную Германию, разбил саксонцев при Хемнице и закрепился в Богемии. Зимой 1640—1641 годов Банер отправился на запад. Его последним успехом был дерзкий прорыв в середине зимы для объединения с французами под командованием Гебриана и выхода к Регенсбургу, где заседал рейхстаг. Лишь тронувшийся на Дунае лёд не позволил Банеру овладеть городом, и он вынужден был отступить в Хальберштадт. Там 10 мая 1641 года он умер, назначив Торстенсона своим преемником.
Лучшего генерала Густава Адольфа любили солдаты, а император не раз предлагал ему поступить к нему на службу, но Банер отказывался. Его сын получил титул графа.